# Bürgerentscheid über die Abwahl des Oberbürgermeisters der Stadt Duisburg
Der Bürgerentscheid über die Abwahl des Oberbürgermeisters der Stadt Duisburg fand am 12. Februar 2012 statt. Er führte zur Abwahl von Adolf Sauerland, der aufgrund des Unglücks bei der Loveparade 2010 stark unter Druck geraten war.

## Vorgeschichte
Ein Beschluss des Stadtrats von Duisburg zur Abwahl des Oberbürgermeisters am 13. September 2010 scheiterte, da eine hierfür erforderliche Zweidrittelmehrheit nicht erreicht wurde. 41 Ratsmitglieder stimmten für eine Abwahl Sauerlands, 28 stimmten dagegen. Fünf Ratsmitglieder waren bei der Abstimmung nicht anwesend.
Am 18. Mai 2011 verabschiedete der Landtag von Nordrhein-Westfalen auf Antrag der Linken das Gesetz zur Einleitung von Abwahlverfahren von Bürgermeistern und Landräten durch Bürgerbegehren. Erst durch dieses Gesetz wurde eine Abwahl von Bürgermeistern und Landräten in Nordrhein-Westfalen möglich.
Daraufhin sammelte die Bürgerinitiative Neuanfang für Duisburg, bestehend aus Werner Hüsken, Theo Steegmann und Harald Jochums, bis Mitte Oktober über 79.000 Unterschriften für einen Bürgerentscheid über eine Abwahl des Duisburger Oberbürgermeisters Adolf Sauerland, von denen das Wahlamt 68.000 anerkannte. Dies entsprach fast 22 % bzw. fast 19 % der knapp 365.000 wahlberechtigten Bürger Duisburgs, womit das für diesen Bürgerentscheid notwendige Quorum von 15 % erreicht wurde. Der Termin der Abwahl wurde auf den 12. Februar 2012 festgelegt.

## Ergebnis des Bürgerentscheids
| Abwahl?            | Stimmen | Anteil 1 | Anteil 2 |
| ------------------ | ------- | -------- | -------- |
| Ja                 | 129.626 | 085,75 % | 035,52 % |
| Nein               | 021.538 | 014,25 % | 05,90 %  |
| Gültige Stimmen    | 151.164 | 100 %    | 041,42 % |
| Ungültige Stimmen  | 0398    |          | 00,11 %  |
| Abgegebene Stimmen | 151.562 |          | 041,53 % |
| Stimmberechtigte   | 364.910 |          | 100 %    |

Die Wahlbeteiligung lag bei 41,53 %, da insgesamt 364.910 Bürger stimmberechtigt waren. Damit stimmten 35,52 % aller Wahlberechtigten für die Abwahl Sauerlands. Für eine Abwahl nötig gewesen wären mindestens 25 % der Stimmen aller Wahlberechtigten und mehr als 50 % der abgegebenen gültigen Stimmen.
Damit wurde der Duisburger Oberbürgermeister abgewählt.

## Folgen
Am 15. Februar 2012 stellte der Wahlausschuss die Abwahl fest, so dass Adolf Sauerland mit Ablauf dieses Tages aus dem Amt als Oberbürgermeister der Stadt Duisburg ausschied.
Die Amtsgeschäfte übernahmen kommissarisch der Stadtdirektor Peter Greulich (Aufgaben des Verwaltungschefs) und der bisherige Erste Bürgermeister Benno Lensdorf (Repräsentationsaufgaben, Leitung der Ratssitzungen). Der Ältestenrat verständigte sich auf den 17. Juni 2012 als Wahltermin für den Nachfolger, vorbehaltlich der Zustimmung des Regierungspräsidiums Düsseldorf.  Bei der Wahl am 17. Juni 2012 erhielt Sören Link (SPD) 48,3 % der Stimmen und kam damit vor seinen CDU-Kontrahenten Benno Lensdorf, der 21,12 % erzielte, verfehlte aber die absolute Mehrheit. In der Stichwahl am 1. Juli 2012 erzielte Sören Link 71,96 % der Stimmen und wurde zum neuen Oberbürgermeister der Stadt Duisburg gewählt.